# Operațiunea Anaconda
Operațiunea Anaconda sau Bătălia de la Shah-i-Kot este o operațiune militară care a avut loc la începutul lunii martie 2002, ca parte a Războiului din Afganistan. Ofițerii paramilitari ai CIA, lucrând cu aliații lor, au încercat să distrugă forțele al-Qaida și talibane. Operațiunea a avut loc în Valea Shah-i-Kot și Munții Arma, la sud-est de Zormat. Această operațiune a fost prima bătălie pe scară largă din Războiul de după 2001 din Afganistan de la Bătălia de la Tora Bora din decembrie 2001. Aceasta a fost prima operațiune din teatrul din Afganistan care a implicat un număr mare de forțe americane participante în activități de luptă directă.
Între 2 și 18 martie 2002, 1.700 de trupe americane transportate pe calea aerului și 1.000 de miliții afgane proguvernamentale s-au luptat cu 300 – 1.000 de luptători al-Qaeda și talibani pentru a obține controlul văii. Forțele talibane și al-Qaeda au tras cu mortiere și mitraliere din poziții stabilite în peșteri și pe crestele terenul montan asupra forțelor americane care încercau să securizeze zona. Comandantul afgan al talibanilor Maulavi Saif-ur-Rehman Mansoor a condus ulterior noile forțe ale talibanilor care s-au alăturat bătăliei. Forțele americane estimaseră numărul rebelilor din Valea Shah-i-Kot între 200 și 250, dar informațiile ulterioare au sugerat că erau între 500 și 1.000 de luptători.